# João Zeferino da Costa
João Zeferino da Costa (Río de Janeiro, 25 de agosto de 1840 — Río de Janeiro, 24 de agosto de 1916) fue un pintor, profesor y decorador brasileño.

## Vida y obra
En 1857 ingresó en la Academia Imperial de Bellas Artes (AIBA), donde destacó como alumno de Victor Meirelles.
Participó en las exposiciones de la AIBA, en las cuales obtuvo premios como la medalla de plata en 1859, la medalla de oro en 1860, la gran medalla de plata en 1866 y el premio para viajar a Europa en 1860, con el que viajó a Roma al año siguiente, pasando a estudiar en la Accademia di San Luca. Nuevos premios en Italia y Francia le garantizaron la prolongación de su permanencia en Europa tres años más.

### Profesor de la Academia
De vuelta a Brasil en 1877, sustituyó interinamente a Victor Meirelles en la cátedra de Pintura histórica en la AIBA. Enseñó además otras materias como Dibujo, Pintura de paisaje y Dibujo de plantilla viva, en la llamada entonces Escuela Nacional de Bellas Artes (ENBA).
Algunos de los grandes maestros de su tiempo fueron alumnos suyos, como Rodolfo Amoedo, Henrique Bernardelli, Lucílio de Albuquerque, Rodolfo Chambelland, Castagneto, entre otros.
Son de su autoría los murales de la Iglesia de la Candelaria, en Río de Janeiro, considerada una de sus principales obras. En ese monumental trabajo contó con la colaboración de Henrique Bernardelli, Oscar Pereira de Silva, Giovanni Battista Castagneto y otros artista de no menor prestigio.
Escribió el libro Mecanismos y proporciones de la figura humana, publicado dos años después de su muerte en 1917, en el que reflexiona sobre su propio credo artístico.

## Galería

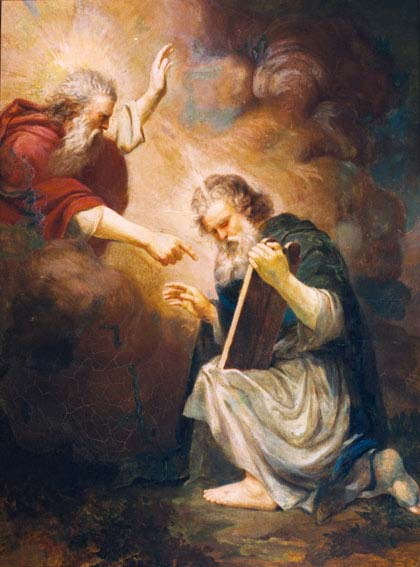
Moisés recibiendo las tablas de la ley, 1868. Prueba para el premio de Viaje al Exterior, Museo Don João VI
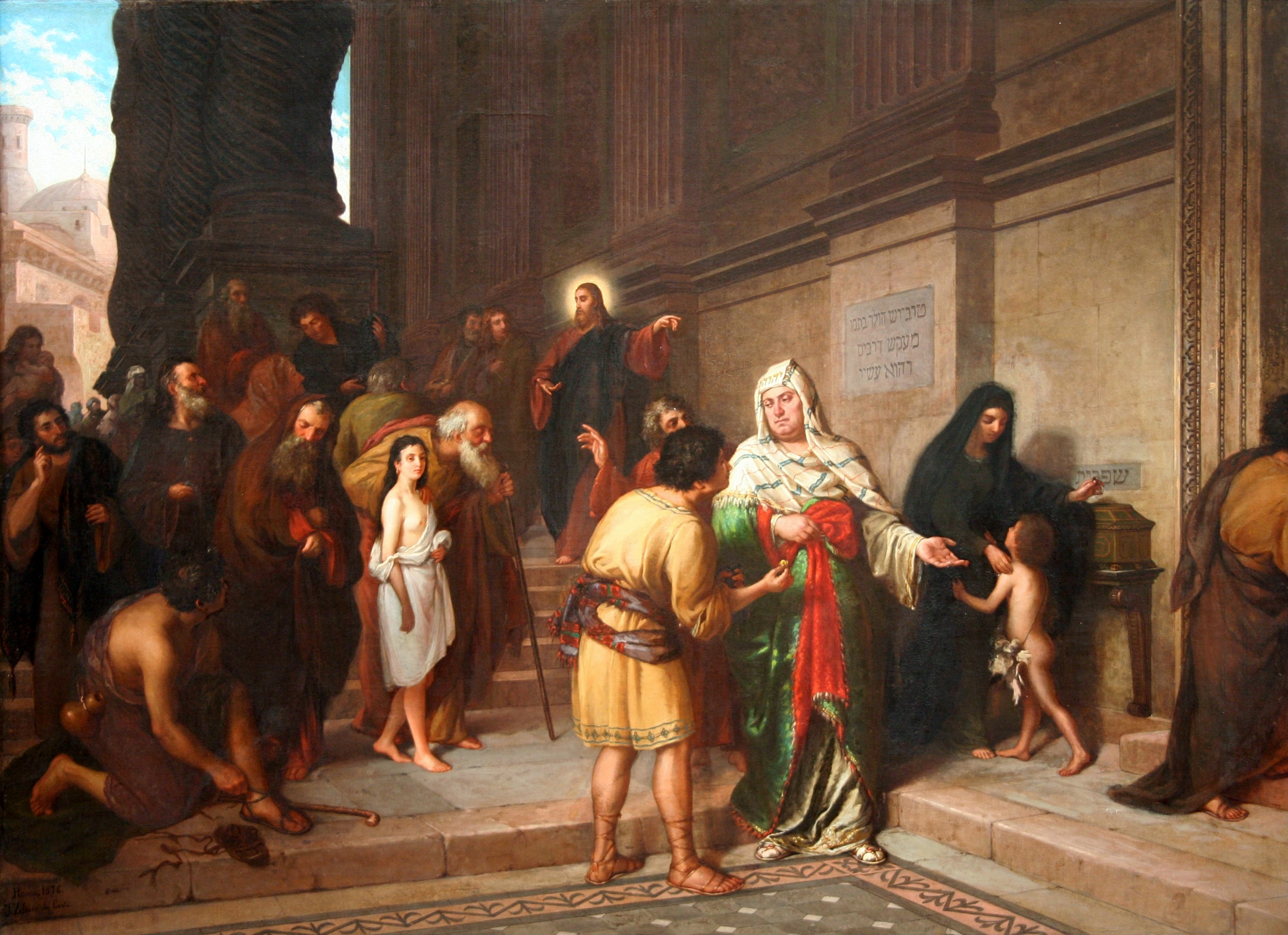
El óbolo de la viuda, 1876
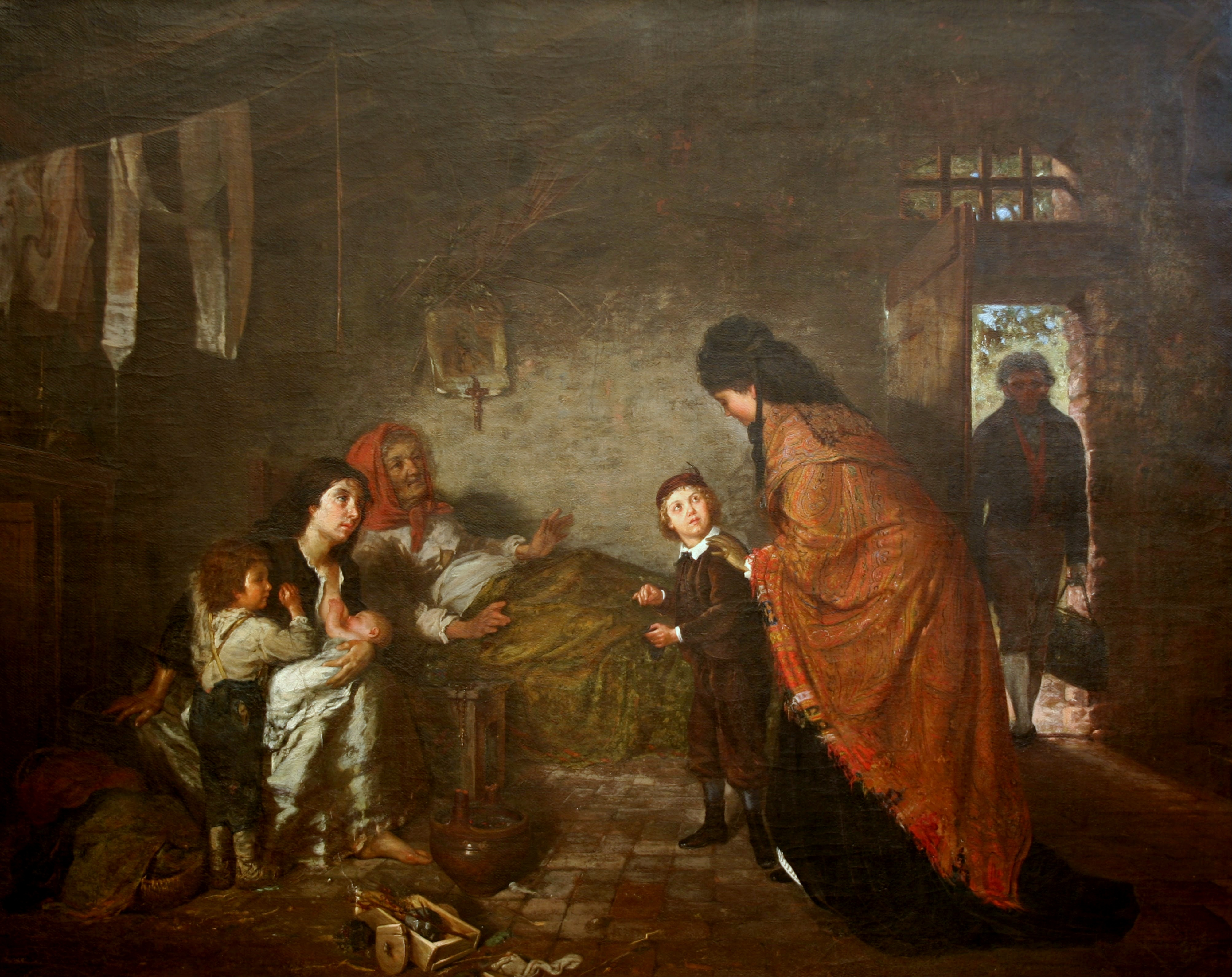
La caridad, 1872
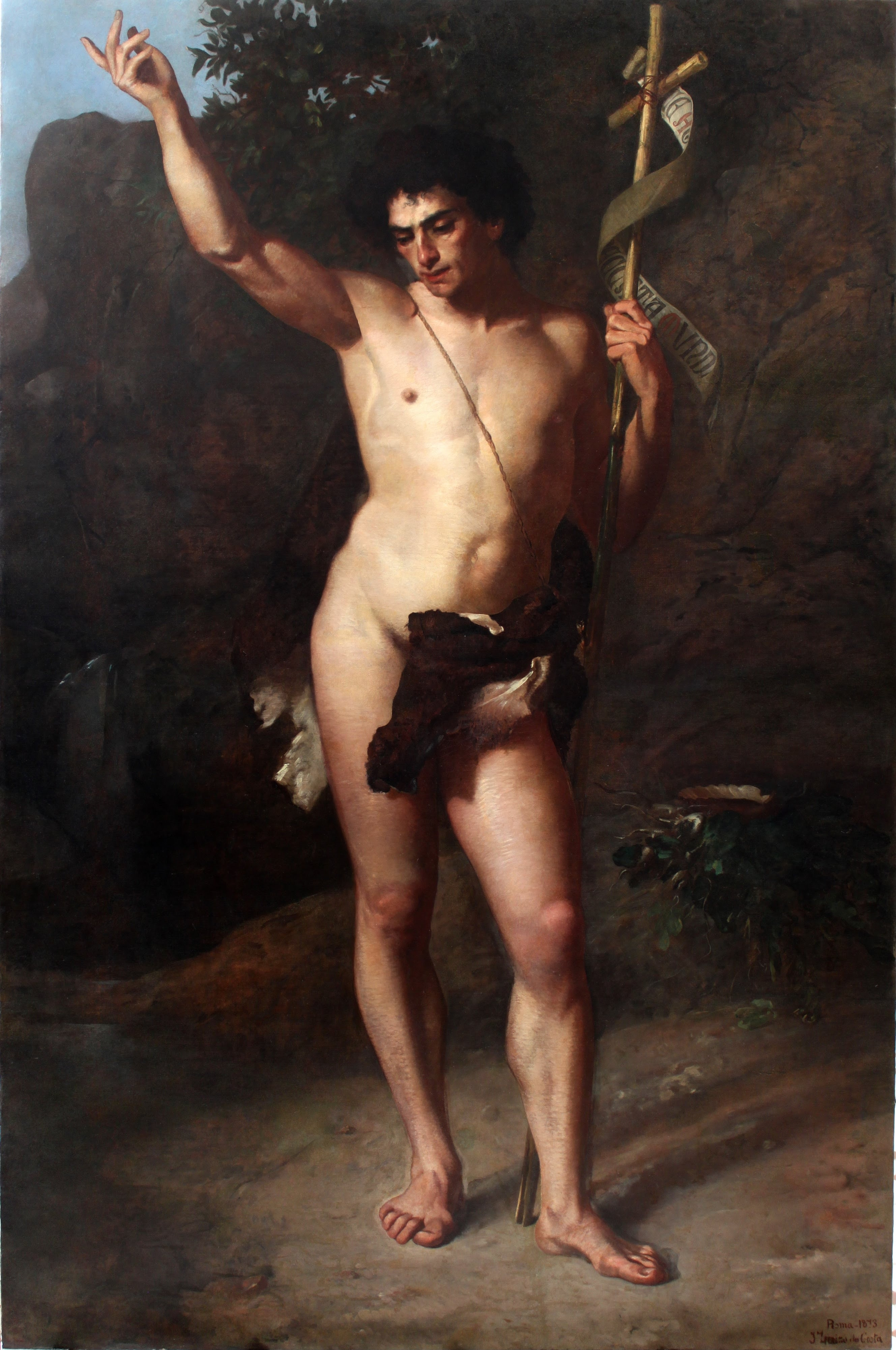
San João Batista, 1873